# Окунев, Гавриил Афанасьевич
Гаврии́л Афана́сьевич О́кунев (1699—1781) — русский кораблестроитель XVIII века, обер-сарваер флота, генерал-майор. Впервые в практике русского кораблестроения строил корабли на «французский манер», стал применять для крепления всех частей судна железные конструкции и ввёл диагональную обшивку корабельных корпусов для обеспечения их продольной надёжности. Основатель дворянского рода.

## Биография
Окунев Гавриил Афанасьевич родился в 1699 году. Его семья, происходила из старинного русского рода, представители которого были на царской службе ещё с периода царствования Ивана IV. Гавриил Окунев был родоначальником дворянского рода Окуневых
Отец Гавриила — Афанасий Окунев был состоятельным человеком, владел грамотой и одобрял прогрессивные реформы Петра I. С начала строительства Санкт-Петербурга он переселился с семьей в новую столицу и занял пост видного чиновника в одной из царских Коллегий. В 1715 году Афанасий Окунев отвел своего единственного сына Гаврилу в Санкт-Петербургское адмиралтейство и определил его в корабельные ученики.

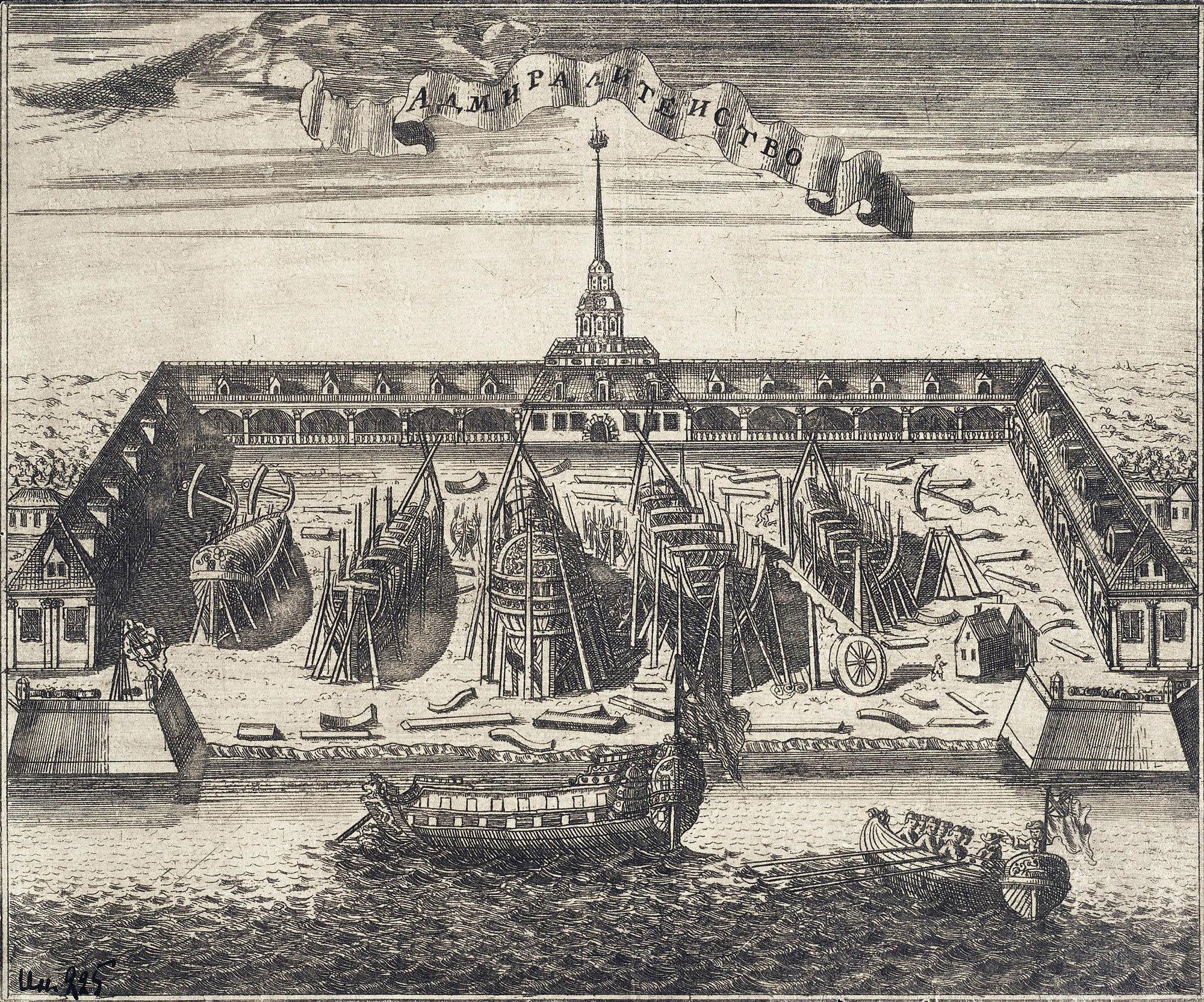
Санкт-Петербургское адмиралтейство на гравюре 1716 года

В 1717 году Гавриил одним из первых учеников был зачислен в Адмиралтейскую школу, которая была открыта по указу Пётра Первого для подготовки будущих российских кораблестроителей. Через год Гаврила Окунев за успехи в учёбе был досрочно выпущен из школы драфцманом (чертёжником-конструктором). В 1718 году, вместе со своим товарищем по Адмиралтейской школе Иваном Рамбургом, был направлен в ученики к сыну видного французского кораблестроителя Блеза Пангало Жозефу Пангало, который в 1716 году приехал из Померании в Россию и перешёл на русскую службу. Гаврила Окунев стал постоянным переводчиком при всех переговорах русского начальства с иностранным корабельным мастером. В 1718—1719 годах под руководством Б. Пангало Окунев и Рамбург участвовали в перестройке 54 пушечного линейного корабля «Полтава», с 1719 года в постройке линейного корабля «Пантелеймон-Виктория», с 1721 года молодые корабелы занимались тимбировкой (капитальным ремонтом с полной сменой обшивки) 70-пушечного линейного корабля «Леферм», а после смерти Пангало зимой 1722 года, самостоятельно завершили ремонт корабля под наблюдением корабельного мастера Осипа Ная.
Пётр I был удовлетворён работой Окунева и Рамбурга по ремонту «Леферма» и распорядился обоих включить в команду строителей своего «государева» 100-пушечного корабля (впоследствии получил название «Петр I и II»), который лично государь заложил на стапеле в Санкт-Петербурге летом 1723 года. В 1724 году Окунев и Рамбург были командированы Петром I во Францию для изучения методов французского кораблестроения. За семь лет нахождения во Франции они побывали на многих верфях Тулона, Марселя, Бреста, Гавра, Бордо и других портов, изучили методы обеспечения надёжной продольной прочности при постройке кораблей. По окончании учёбы они совершили плавание на построенных ими судах, сдали на отлично экзамены и получили дипломы от французских учителей.
В конце 1730 года Г. Окунев и И. Рамбург вернулись в Россию. Адмиралтейств-коллегия поручила им построить на пробу, по французской системе, 32-пушечный фрегат, который был заложен на Адмиралтейской верфи 23 декабря 1731 года. Для крепления всех частей судна, впервые в практике русского кораблестроения, предусматривались железные кницы и раскосины, а для обеспечения продольной прочности корабля внутренняя обшивка судна выполнялась досками диагонально. 28 мая 1733 года состоялся торжественный спуск фрегата на воду. По сенатскому указу корабль прошел строгие морские испытания. в результате которых показал лучшие мореходные качества, чем аналогичный фрегат «Принцесса Анна», построенный обычным способом. В 1733 году построенный Окуневым и Рамбургом фрегат получил название «Митау», а строители были поощрены императрицей Анной Иоанновной «гарнитуром сукна на платье» и по 300 наградных рублей. 23 июня 1735 года Окунев был произведён в «действительные корабельные мастера» майорского ранга с жалованьем 600 рублей.
В конце 1733 года Гавриилу Окуневу было поручено уже самостоятельно строить на «французский манер» в Санкт-Петербургском адмиралтействе 54-пушечный корабль «Астрахань», который был заложен 10 декабря 1724 года. Строительство корабля мастер вёл в 1734—1736 годах. На выучку к Гаврииле Окуневу были направлены корабельные ученики, подмастерья и тиммерманы, которые обучались у него французским методам кораблестроения. По окончании постройки и спуска корабля на воду, Окунев занимался составлением штата строения кораблей по французскому способу. 2 февраля 1737 года был назначен советником интендантской экспедиции, 30 апреля 1741 года произведён в корабельные мастера полковничьего ранга. По поручению Адмиралтейств-коллегии, вместе с другими корабельными мастерами — Щербатовым и Лиманом, Окунев строил Кронштадтский эллинг.
4 марта 1746 года Окунев был назначен присутствующим в экспедиции над верфями и строениями. Он стал руководить постройкой судов в Санкт-Петербургском Адмиралтействе и всеми ремонтными работами в Кронштадтском порту, то есть главным кораблестроителем Балтийского флота. 5 сентября 1747 года пожалован из корабельных мастеров в сарваеры флота и назначен строить в Петербурге 66-пушечный корабль «Александр Невский» на «французский манер». Строительство корабля было завершено в 1749 году. Корабль обладал хорошими мореходными качествами и пробыл без тимбировки в строю Балтийского флота более 15 лет. В 1748—1751 годах Окунев, по распоряжению Адмиралтейств-коллегии освидетельствовал старые корабли Балтийского флота на предмет выявления среди них ещё пригодных к ремонту. Корабельный мастер тщательно провел экспертизу кораблей и представил объективный доклад начальству. Семь кораблей он признал ветхими и к ремонту не пригодными, что помогло значительно сэкономить государственные деньги.
С 1752 по 1754 год Окунев строил в Петербурге 80-пушечный корабль «Святой Николай». За успешное окончание этой работы был пожалован 13 сентября 1754 года бригадирским рангом. С 1754 года из-за болезней постройкой кораблей не занимался, работал в разных комиссиях и экспедициях по кораблестроению. В 1756 году Окунев разработал проект 100-пушечного линейного корабля «Дмитрий Ростовский», который был заложен 11 апреля 1756 года в Санкт-Петербургском адмиралтействе. Строил корабль и спустил 12 июня 1758 года на воду голландский корабельный мастер на русской службе А. Сютерланд.
20 февраля 1761 года в ранге бригадира Окунев был уволен «за старостью в дом до указа». В августе 1763 года окончательно уволен в отставку, с пожалованием в чин генерал-майора
Умер Гавриил Афанасьевич Окунев в 1781 году в Санкт-Петербурге.

## Семья
Гавриил Окунев имел дочь Александру (жена полковника Петра Гавриловича Резанова) и четырех сыновей: Александра (1730—1806) — архитектор и смотритель петергофских императорских дворцов и садов, Михаила (1740 года рождения), Петра и Семёна. Внуки Г. А. Окунева:
- Николай Александрович Окунев (1788—1850), генерал-лейтенант, военный писатель, попечитель варшавского учебного округа[9].
- Николай Петрович Резанов (1764—1807), один из учредителей Российско-американской компании[10].